# Рокитянська сільська громада
Рокитянська сільська об'єднана територіальна громада — колишня об'єднана територіальна громада в Україні, у Великобагачанському районі Полтавської області. Адміністративний центр — село Рокита.
Площа громади — 111,84 км², населення — 1940 мешканців (2018).
Утворена 13 жовтня 2016 року шляхом об'єднання Корнієнківської та Рокитянської сільських рад Великобагачанського району.
12 червня 2020 року громада була ліквідована і увійшла до Білоцерківської сільської громади.

## Населені пункти
До складу громади входили 11 сіл: Андрущине, Вишарі, Говори, Корнієнки, Кравченки, Мостовівщина, Попове, Рокита, Трудолюбиве, Цикали та Шпирни.